# 东北大学站
东北大学站（英語：Northeastern University station），标志牌为东北，以车站所在东北大学校园命名，是波士顿轻轨绿线地面车站。车站坐落于东北大学校园内科伦兹曼方庭旁，亨廷顿大道在歌剧路与福赛斯街之间的中央隔离带内。
东北大学站是绿线E支线出城方向列车离开隧道后的第一站。列车从盖恩斯伯勒街旁的隧道出入口离开后，沿着亨廷顿大道上的轨道向传教山方向行驶。

## 历史

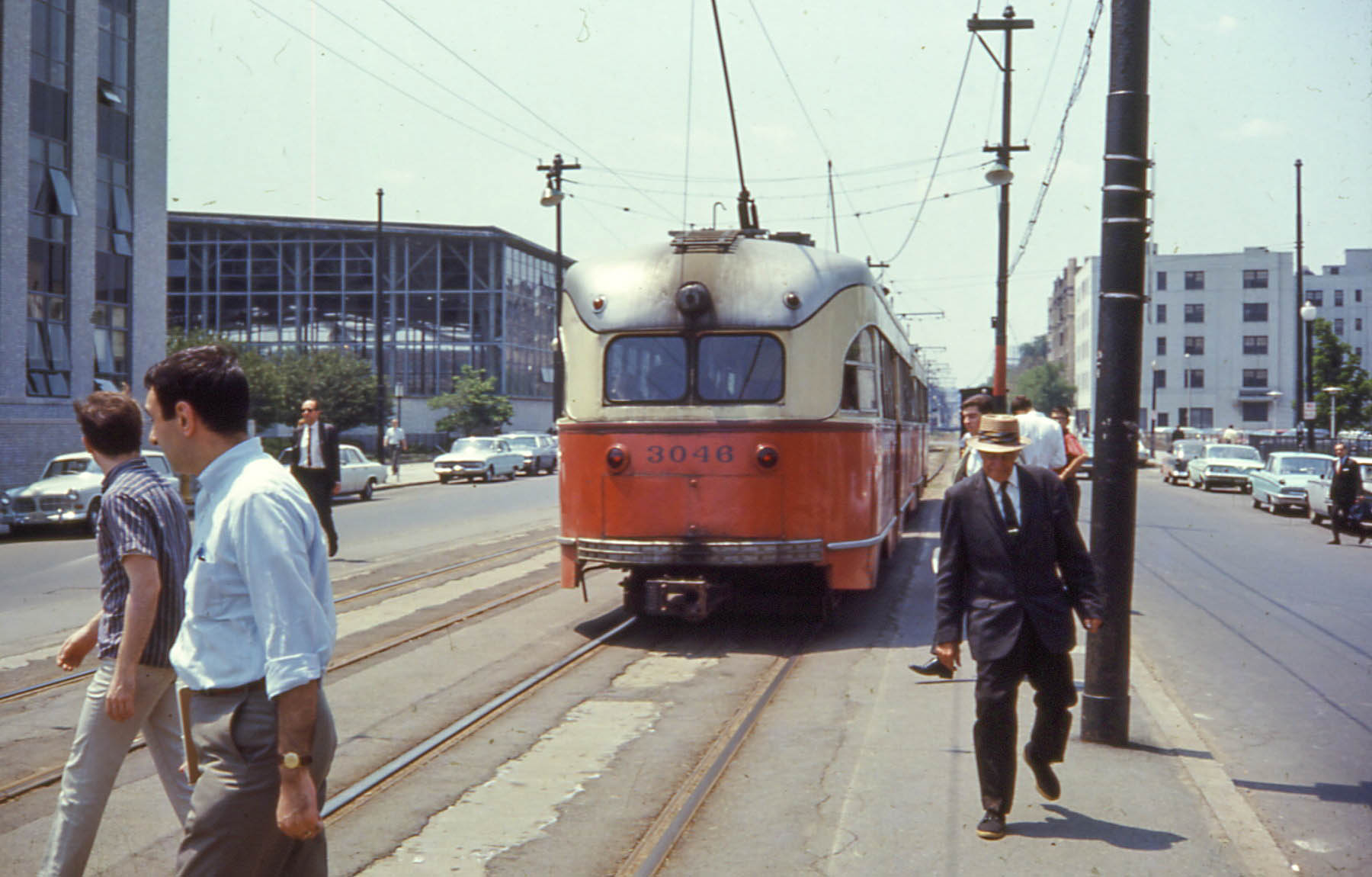
1967年，一辆有轨电车停在东北大学站

1941年2月16日，随着科普利站至东北大学的亨廷顿大道隧道的建成，有轨电车绿线E支线正式开通。隧道建成之前，有轨电车需要行驶至博伊尔斯顿街隧道入口再开往公园街。1947年5月21日，波士顿高架铁路公司投票将车站名由歌剧路改为东北大学。大都会运输管理局1951年的线路图上将此站收录，但是大多数其他地面车站，如布里格姆站到希思街站的车站直到90年代才加入线路图。
70年代时，候车站台铺设沥青使其看起来更加像一个车站，而在那之前并没有严格意义上的站台，乘客只能等在街角并在街道上登车。由于东北大学站客流量较大，该站率先升级为有站台的车站。2002年至2003年间，车站进行装修升级工程，一个全新的无障碍站台在如今的车站地建立起来。重建后的车站于2003年5月26日竣工并启用。
2004年8月23日，8型日立軌道特低地台電車在车站脱轨，在出城方向站台靠近人行道的地方造成大量刮痕。

## 车站结构
| G 街道/站台层 | 侧式站台，右侧开门 | 侧式站台，右侧开门        |
| G 街道/站台层 | 出城               | 往希思街 （波士顿美术馆） |
| G 街道/站台层 | 入城               | 往莱希米尔 （交响大厅）   |
| G 街道/站台层 | 侧式站台，右侧开门 |                           |

## 巴士换乘
- 39（英语：List of MBTA bus routes）： 森林山站 - 亨廷顿大道 - 後灣站